# رولف تومسن
رولف تومسن (بالألمانية: Rolf Thomsen)‏ هو رجل غواصة وجندي ألماني، ولد في 5 مايو 1915 في برلين في ألمانيا، وتوفي في 26 مارس 2003 في باد غودزبرغ في ألمانيا.